# Gentiana formosa
Gentiana formosa är en gentianaväxtart som beskrevs av H. Smith. Gentiana formosa ingår i släktet gentianor, och familjen gentianaväxter. Inga underarter finns listade i Catalogue of Life.